# Курочкин, Максим Александрович
Макси́м Алекса́ндрович Ку́рочкин (род. 7 февраля 1970, Киев, Украинская ССР) — украинский драматург, актёр и сценарист.
Участник оргкомитета Фестиваля молодой драматургии «Любимовка», один из основателей Театра.doc. Лауреат специальной премии жюри «Антибукер» — «За поиск новых путей в драматургии» (1998).

## Пьесы
- «Аскольдов Дир» (1994)
- "Истребитель класса «Медея» (1995)
- «Право капитана „Карпатии“» (1996, публ. отд. изданием во французском переводе "La derniere volonte du capitaine du «Carpatie», изд-во «Les solitaires intempestifs», 2001)
- «Девять легких старушек» (1997)
- «Опус Микстум» (1998, публ. «Современная драматургия» 1-1998)
- «Стальова Воля» (1998, публ. отд. изданием в книжной серии «Новая Пьеса», М. , «Золотая Маска» и проект «Новая пьеса / New Writing», 1999)
- «Бабло побеждает зло» (1999)
- «Глаз» (коллективная пьеса «Москва — открытый город», 1999)
- «Кухня» (2000)
- «Имаго» (2001—2002)
- «В зрачке» (2002)
- «Трансфер» (2002, публ. «Современная драматургия» 2-2003, вариант названия — «Цуриков»)
- «Лунопат» (2005)
- «Небо» (2007)
- «Выключатель» (2007)
- «Про сюжетчицу Милу и её неактивированную копию» (2007)
- «Титий Безупречный» (2008)

## На сцене и в кино

### Пьесы и постановки
В 1995 году пьесы «Аскольдов Дир» и «Истребитель класса „Медея“» были представлены на Фестивале молодой драматургии в Любимовке.
С 1996 по 1998 годы Максим Курочкин — сотрудник «Дебют-центра» при Доме Актёра (Москва).
В 1997 году пьеса «Девять лёгких старушек» представлена на Фестивале молодой драматургии в Любимовке.
В 1998 году пьеса «Стальова Воля» была премирована специальным призом премии «Антибукер» — Три сестры с формулировкой «За поиск новых путей в драматургии».
В июле, ноябре и декабре 1999 года пьеса «Глаз» (режиссёр — Владимир Мирзоев) представлена в показах Москва — открытый Город, с 1999 года в спектакле Центра драматургии и режиссуры под руководством Алексея Казанцева.
В 1999 году «Право капитана „Карпатии“» — спектакль Государственного театра им. А. Пушкина (Москва), реж. Алексей Литвин (сцена филиала).
В мае 2000 года пьеса «Глаз» была представлена в театре «Ройал-Корт» (Royal Court Theatre, Лондон) в рамках показов из коллективной пьесы «Москва — открытый город» (Moscow — Open City), фестиваль «Зарубежные драматурги» (International Playwrights).
С 2000 года «Кухня» — спектакль «Театрального товарищества 814» (пьеса написана по заказу Товарищества, постановщик и исполнитель главной роли — Олег Меньшиков).
В мае 2001 года пьеса «Право капитана Карпатии» представлена в Каэне (Франция) в рамках проекта «Зеркало: Восток — Запад» («Miroir: Est-(Ou)est»). Французский перевод — отдельное издание, "La derniere volonte du capitaine du «Carpatie», изд-во «Les solitaires intempestifs», 2001. В июне 2002 года на Фестивале молодой драматургии (подмосковная программа) была представлена пьеса «Трансфер» (режиссёр показа — Михаил Угаров).
В 2002—2003 годах «Имаго» — спектакль продюсерского агентства «Face Fashion» (режиссёр — Нина Чусова, исполнительница главной роли — Анастасия Вертинская).
С сентября 2003 года «Трансфер» (по пьесе «Цуриков», режиссёр — Михаил Угаров) — спектакль Центра драматургии и режиссуры.
В сентябре 2003 года «Трансфер» — участник конкурсной программы фестиваля «Новая драма».
В сентябре 2005 пьеса «Лунопат» была представлена в специальной программе фестиваля «Новая драма»

### Кино

#### Актёр художественных фильмов
В 2002 году снялся в фильме «Небо. Самолёт. Девушка» в роли друга Георгия.
В 2003 году снялся в фильме «Гололёд» в роли Кости.

#### Видеофильмы
В 2004 году он снял игровой видеофильм «Водка, ебля, телевизор» (2004), выступив в качестве автора пьесы, режиссёра, оператора и продюсера. В ролях — Александр Соломин, Олег Лопухов, Татьяна Копылова, Алексей Крижевский.
В сентябре 2004 г. этот видеофильм стал участником конкурсной программы Канского фестиваля видео (Красноярский край). В сентябре 2004 г. он был представлен в специальной программе фестиваля «Новая драма» («Дни кино»). В августе 2005 участвовал в лаборатории «МестоИмениЯ».

#### Сценарист
Начиная с 2006 года Курочкин пишет сценарии к фильмам и сериалам.
- 2007 — Неваляшка
- 2008 — Этим вечером ангелы плакали
- 2008—2009 — Любовь на районе (серии 19, 21, 22, 23, 24 первого сезона)
- 2009 — Короткое замыкание (новелла «Позор»)
- 2012 — Атомный Иван

## Общество
27 июня 2012 года многими деятелями культуры было подписано обращение за освобождение участниц группы Pussy Riot, которые были привлечены к уголовной ответственности за «панк-молебен» в храме Христа Спасителя. Среди подписавшихся был также актёр Максим Курочкин.